# 별의 커비 20주년 기념 스페셜 컬렉션
《별의 커비 20주년 스페셜 컬렉션》(Kirby's Dream Collection)은 HAL연구소가 1992년부터 2012년까지 나온 커비 게임들을 기념하여 만든 게임 전집이다. 게임 구성은 좀 더 챌린지, 클래식 타이틀, 커비의 역사가 있다. 2012년 7월 19일 발매되었다. 국내에는 발매하지 않았다.

## 커비의 역사
커비의 역사를 박물관처럼 꾸밈.
- 별의 커비1 1992년 4월 27일
- 별의 커비 꿈의 샘 이야기 1993년 3월 23일
- 커비 핀볼 1993년 11월 27일
- 커비 볼 1994년 9월 21일
- 커비 뿌요뿌요 1995년
- 별의 커비2 1995년 3월 21일
- 커비 블록볼 1995년 12월 14일
- 별의 커비 슈퍼 디럭스 1996년 3월 21일
- 별의 커비3 1996년 3월 21일
- 커비의 반짝반짝 아이들 1997년 1월 25일
- 별의 커비 64 2000년 3월 24일
- 데굴데굴 커비 2000년 8월 23일
- 별의 커비 꿈의 샘 디럭스 2002년 10월 25일
- 별의 커비 에어라이드 2003년 7월 11일
- 별의 커비 거울의 대미궁 2004년 4월 15일
- 별의 커비 캔버스의 저주 2005년 3월 24일
- 별의 커비 도팡 일당의 습격 2006년 11월 2일
- 별의 커비 울트라 슈퍼 디럭스 2008년 11월 6일
- 털실 커비 2010년 10월 14일
- 모여라 커비 2011년 8월 4일
- 별의 커비 Wii 2011년 10월 27일